# Ryś (przystanek kolejowy)
Ryś (ukr. Рись) – przystanek kolejowy w lasach, na granicy rejonów kowelskiego i kamieńskiego, w obwodzie wołyńskim, na Ukrainie. Położony jest na linii Sarny – Kowel, w znacznym oddaleniu od osad ludzkich. Najbliższymi miejscowościami są Majdan i Hulewicze.